# Pottenstein, Niederösterreich
Pottenstein är en ort och kommun i Österrike. Den ligger i distriktet Baden i förbundslandet Niederösterreich, 35 km sydväst om huvudstaden Wien. 
Kommunen består av två orter (Ortschaften) (inom parentes invånarantal 1 januari 2024):
- Fahrafeld (366)
- Pottenstein (2 587)